# Nelson Mokwena
Nelson Mokwena (Wolfenbüttel, 24 marzo 1989) è un ex giocatore di football americano tedesco, che ha giocato come defensive lineman.

## Palmarès
- 1 Europeo (2014)
- 1 BIG6 Eurobowl (New Yorker Lions, 2016)
- 1 German Bowl (New Yorker Lions, 2013, 2014, 2016)